# Westover Hills, Texas
Westover Hills là một thị trấn thuộc quận Tarrant, tiểu bang Texas, Hoa Kỳ. Năm 2010, dân số của thị trấn này là 682 người.

## Dân số
- Dân số năm 2000: 658 người.
- Dân số năm 2010: 682 người.